# Pont-Saint-Martin (Loire-Atlantique)
Pont-Saint-Martin é uma comuna francesa na região administrativa do País do Loire, no departamento de Loire-Atlantique. Estende-se por uma área de 21.88 km². Em 2010 a comuna tinha 6 279 habitantes (densidade: 287 hab./km²).